# 조종자
《조종자》(영어: Puppet Master 혹은 영어: The Puppet Master, 영어: Puppetmaster)는 미국에서 제작된 데이비드 슈몰러 감독의 1989년 공포 영화이다. 폴 러맷, 아이린 미러클 등이 출연하였고, 호프 퍼렐로 등이 제작에 참여하였다.
1990년 속편 비디오 영화 《조종자 2》가 출시되었다.

## 줄거리
1939년 고대 이집트 비술을 이용해 살아 움직이는 꼭두각시들을 부리는 안드레이 툴론이 나치 첩자들에게 쫓긴 끝에 캘리포니아 호텔에서 자살한다. 50년 후인 1989년 닐 갤러거가 같은 호텔에서 자살을 하고, 그와 알고 지내던 네 명의 심령술사들이 찾아온다. 그러나 아무래도 닐은 단순한 자살을 한 것 같지가 않다.

## 출연진
- 윌리엄 히키 - 안드레이 툴론 역
- 폴 러맷 - 앨릭스 휘터커 역
- 아이린 미러클 - 데이나 해들리 역
- 지미 F. 스캐그스 - 닐 갤러거 역
- 로빈 프레이츠 - 메건 갤러거 역
- 맷 로 - 프랭크 포레스터 역
- 캐스린 오라일리 - 커리사 스탬퍼드 역
- 뮤스 스몰 - 테리사 역
- 바버라 크램프턴 - 카니발에서 점을 보는 여성 역

## 기타 제작진
- 미술: 존 미어

## 속편
- 조종자 2 (1990)
- 조종자 3 (1991)
- 조종자 4 (1993, Puppet Master 4)
- 조종자 5 (1994)